# Publius Rutilius Lupus (retor)
Publius Rutilius Lupus var en romersk retor, troligen verksam på Tiberius tid.
Rutilius Lupus var författare till den till senare delen ännu bibehållna skriften De figuris sententiarum et elocutionis, eller Schemata dianoeas et lexeos, en sammandragning och bearbetning av greken Gorgias (omkring 44 f.Kr.) verk om figurerna i talet. Denna skrift har sitt huvudsakliga värde genom många och väl översatta exempel från grekiska talares mestadels annars inte bibehållna tal.